# Puerta del Sol

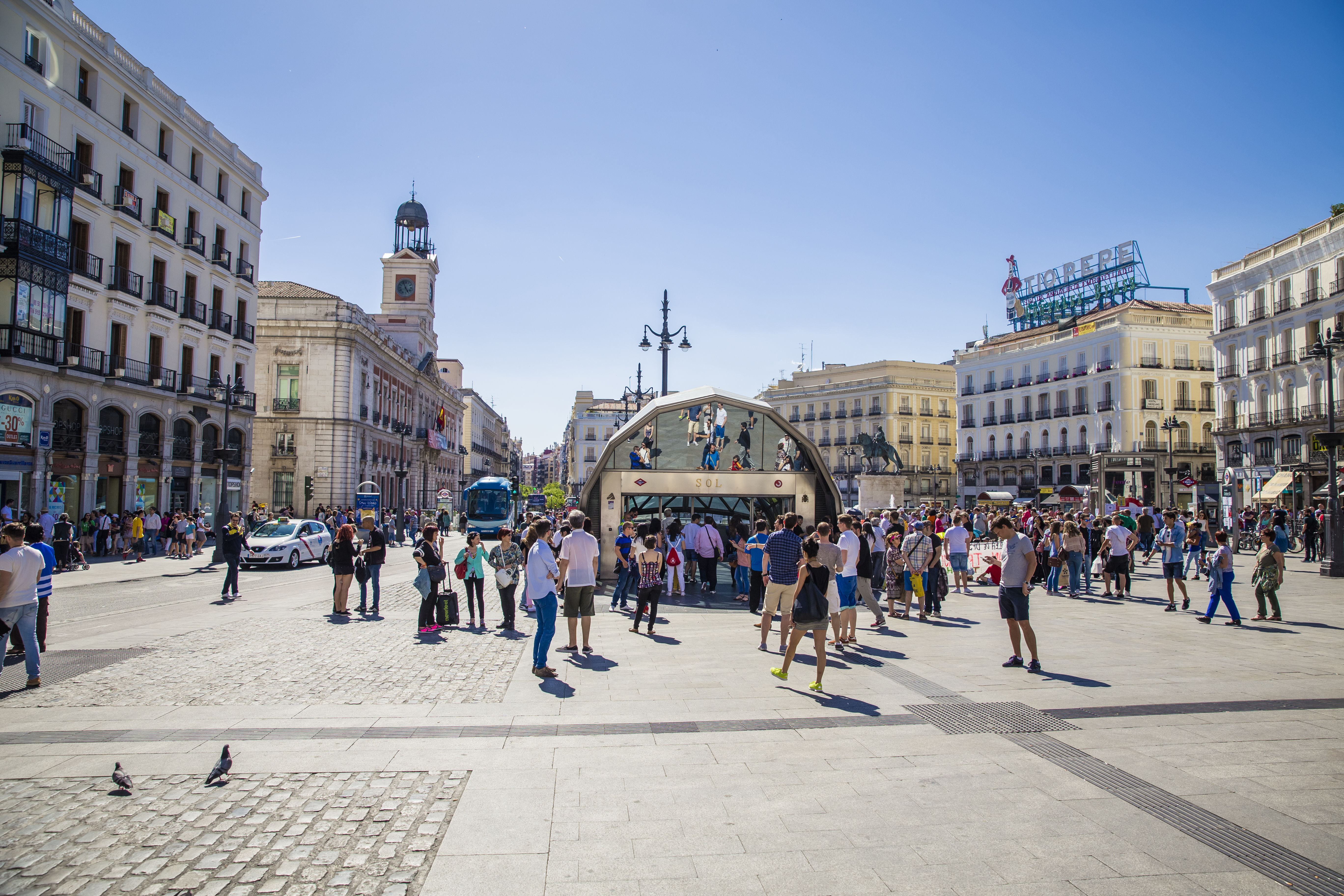
Puerta del Sol – vstup do metra, vlevo budova Real Casa de Correos

Náměstí Puerta del Sol (česky Brána slunce) je jedno z nejznámějších a nejrušnějších míst v Madridu ve čtvrti Sol v městském obvodu Centro. Nachází se zde nultý kilometr radiální sítě španělských silnic a důležitý přestupní uzel městské hromadné dopravy. Na náměstí se také nachází slavné hodiny, jejichž odbíjení je důležitou součástí tradičního novoročního zvyku: pojídání dvanácti bobulí vína, během dvanácti úderů ohlašujících silvestrovskou půlnoc. Novoroční oslavy jsou od roku 1962 každý rok přenášeny živě státní televizí.

## Historie

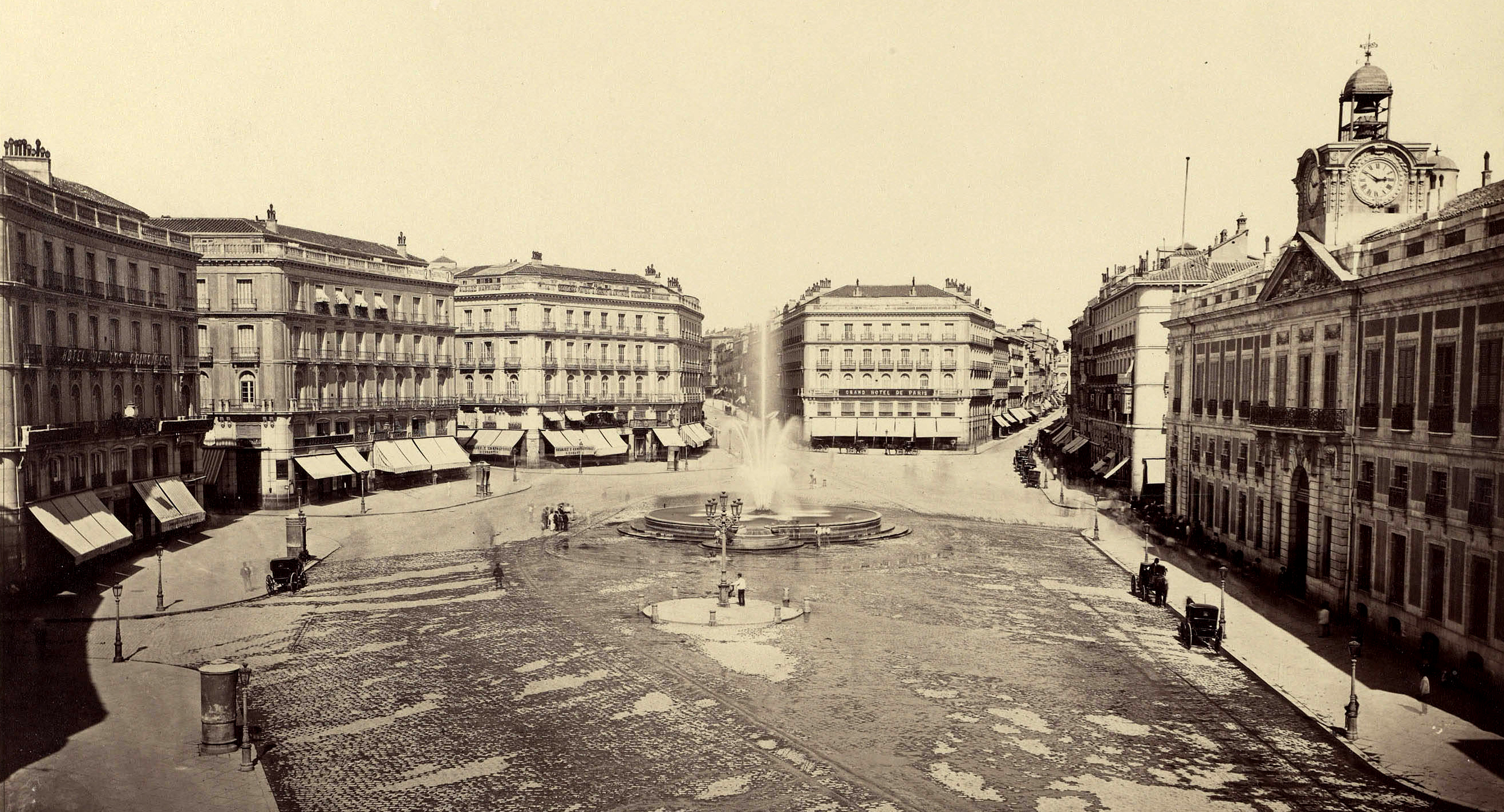
Puerta del Sol kolem roku 1870

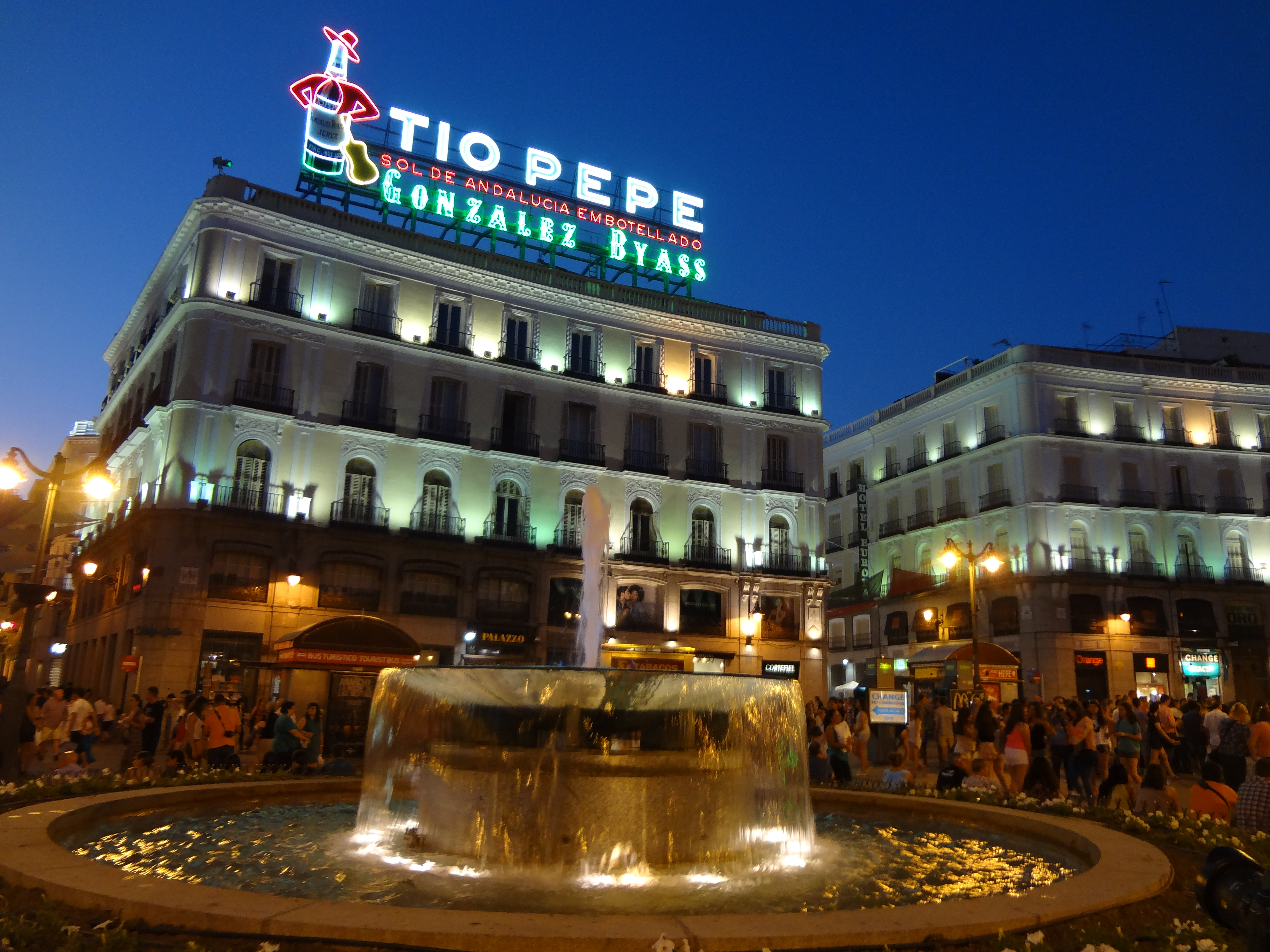
Slavná reklama společnosti Tío Pepe

Na místě dnešního Puerta del Sol se v 15. století nacházela jedna z mnoha bran madridského opevnění. Svůj název brána získala díky tomu, že se nacházela na východě a že její vchod byl ozdoben vycházejícím sluncem.
Mezi 17. a 19. století se toto místo stalo důležitým místem setkávání: jako místo, kde se setkávali kurýři přicházející ze zahraničí i z ostatních částí Španělska, se místní poštovní úřad stal cílem pro ty, kteří dychtili po nejnovějších zprávách. Schody ke kostelu sv. Filipa na Puerta del Sol byly dokonce ve své době známy jako „mentideros de la Corte“, tedy místo, „kde se klepe o královském dvoře“.
Budova poštovního úřadu (Real Casa de Correos) byla postavena mezi lety 1766 až 1768 a její architektem se stal Francouz Jacques Marquet. Během vlády generála Franca byla tato budova sídlem Ministerstva vnitra a státní bezpečnosti. V současnosti je budova sídlem předsedy vlády Madridského společenství.

## Slavné budovy a pamětihodnosti
Na Puerta del Sol se nachází několik známých památek, které patří k ikonickým symbolům města. Na jižní straně náměstí se nachází budova poštovního úřadu (Real Casa de Correos), která je sídlem předsedy vlády Madridského společenství (nezaměňovat se starostou Madridu). Na jižní straně se také nachází jezdecká socha krále Karla III., který je přezdíván „el rey alcalde“ (král starosta), díky rozsáhlému programu na podporu pracujících, který uvedl v chod. Na budově mezi ulicemi Calle de Alcalá a Carrera de San Jerónimo se nachází slavná neonová reklama značky Tío Pepe. Na východní straně náměstí lze nalézt sochu medvěda a planiky (el Oso y el Madroño), heraldický symbol Madridu. Na místě, kde kdysi stávala monumentální fontána, se dnes nachází Mariblanca, socha Venuše, část dřívější fontány.
Kilómetro cero (nultý kilometr) je plaketa umístěná v dlažbě, symbolický střed Španělska. Symbolická podstata toho místo dělá z Puerta del Sol místo četných shromáždění a protestů, zejména proti násilí a válce. Na náměstí se tak například protestovalo proti terorismu (viz madridský teroristický útok z března 2004) či proti španělské účasti na válce v Iráku.

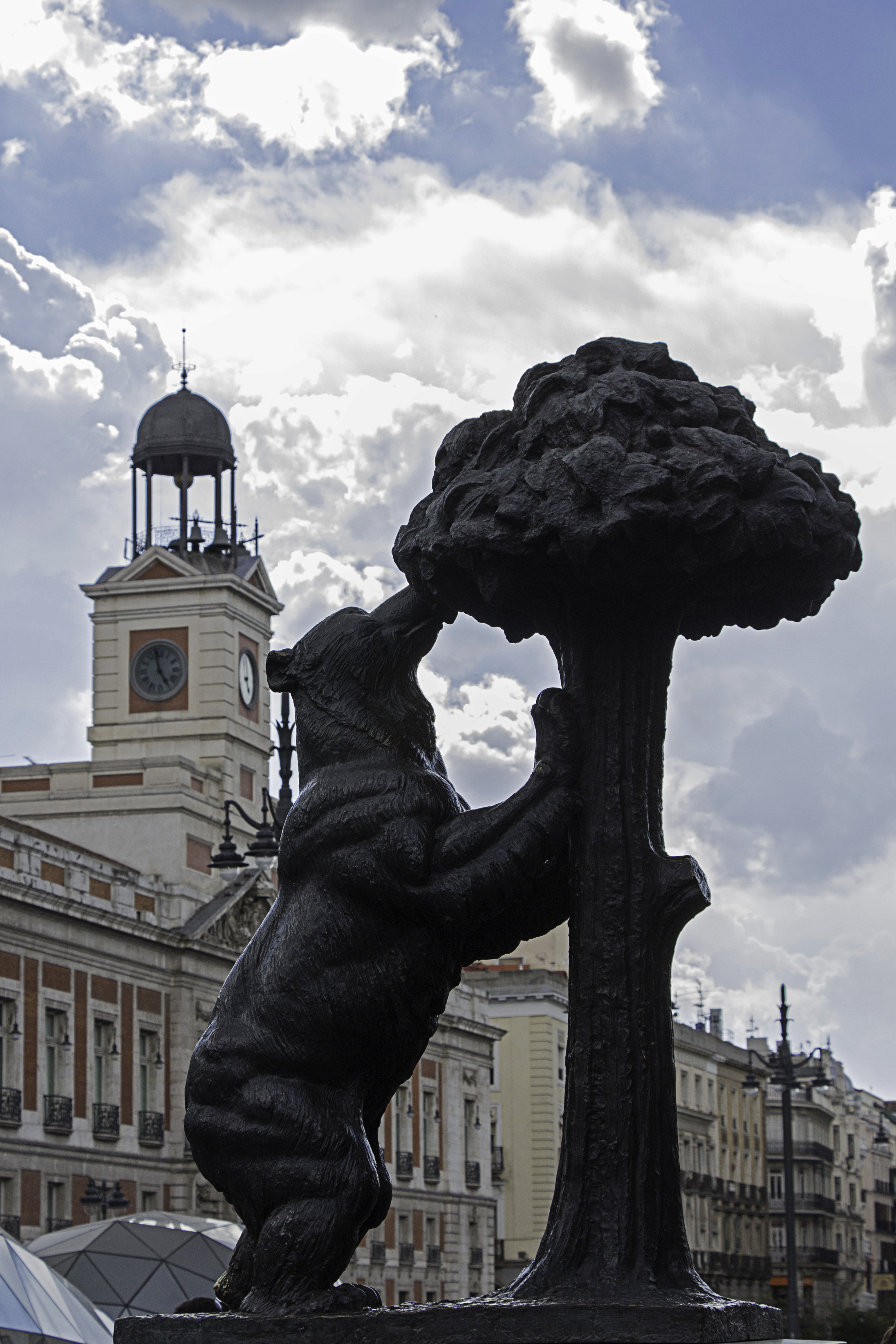
El Oso y el Madroño – Medvěd a planika

V roce 2011 se náměstí stal ohniskem a symbolem protestního hnutí 15-M. Demonstrace zahrnovaly táboření na náměstí (@acampadasol), které začalo 15. května, uprostřed předvolebních kampaní před obecními volbami a volbami do parlamentů autonomních společenství. Protesty byly podněcovány prostřednictvím četných sociálních sítí, zejména pomocí Twitteru a Facebooku. Demonstrace se časem rozšířily do více než šedesáti dalších španělských měst. 12. června 2011 byla na náměstí z palet postavena provizorní kupolovitá stavba, která sloužila jako informační centrum Hnutí 15-M. Takto to pokračoval dále během léta 2011 až do 2. srpna, kdy se státní policie rozhodla stavbu odstranit a protestanty vykázat.

## Poloha náměstí

Schéma výstupů ze stanice a zastávek autobusové dopravy

Puerta del Sol leží v samém srdci Madridu. Jen pár kroků jihozápadně od Puerta del Sol se nachází Plaza Mayor; Královský palác, oficiální sídlo královské rodiny, se nachází více na západ. Východním směrem od náměstí se nachází budova parlamentu a slavná muzea Museo del Prado a Museo Reina Sofía, na jihovýchodě se nachází železniční stanice Atocha.
Pod náměstím se kříží linky 1, 2 a 3 madridského metra na stanici s názvem Sol. Stanice příměstské železnice Cercancías byla otevřena 27. července 2009, o čtyři roky později, než bylo původně plánováno. Stavba se protáhla kvůli objevu pozůstatků kostela Iglesia de Nuestra Señora del Buen Suceso během ražby hlavního tunelu.
Na náměstí a v jeho těsném okolí se nachází velké množství obchodů, kaváren a restaurací. Tato část města zůstává aktivní i v pozdních nočních a časných ranních hodinách; zábava v místních barech a nočních klubech mnohdy začíná teprve v jednu ráno. Přes den je zde možno potkat mnoho pouličních hudebníků.

## Galerie

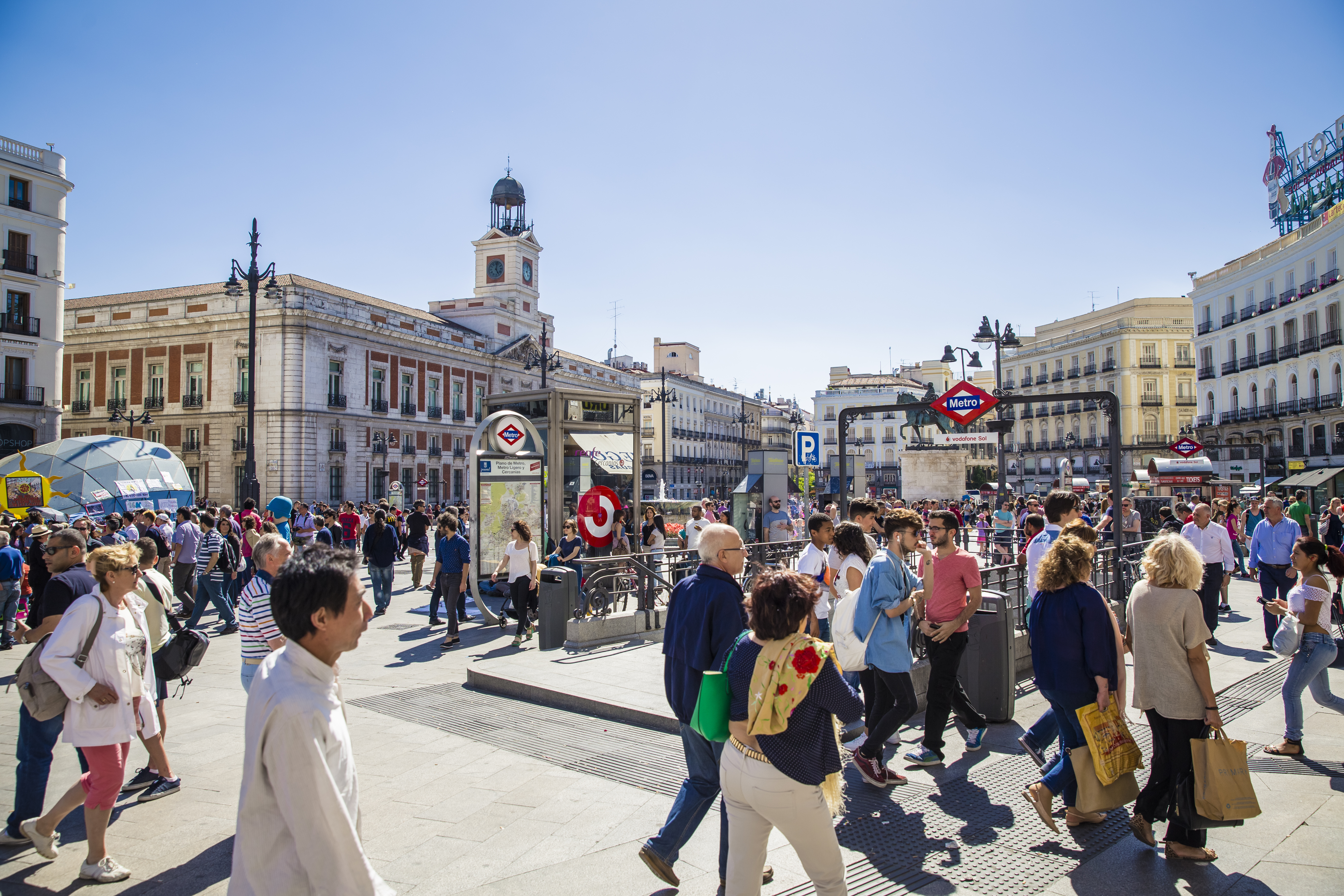
Puerta del Sol
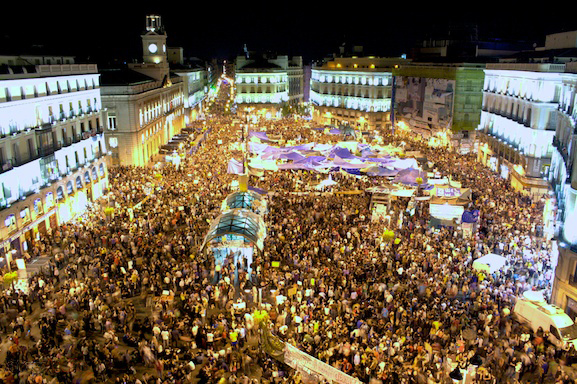
Puerta del Sol během protestů 2011
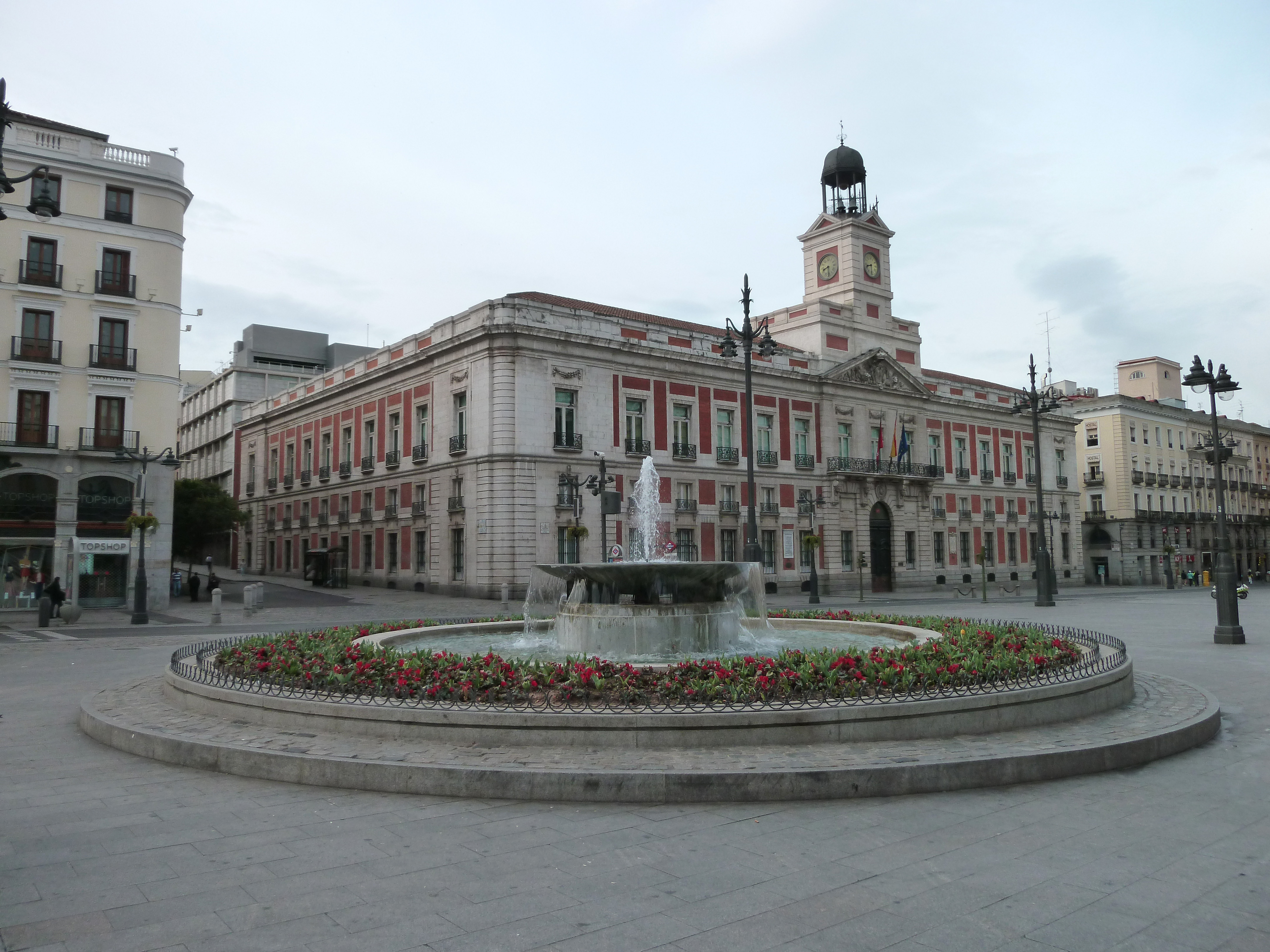
Real Casa de Correos
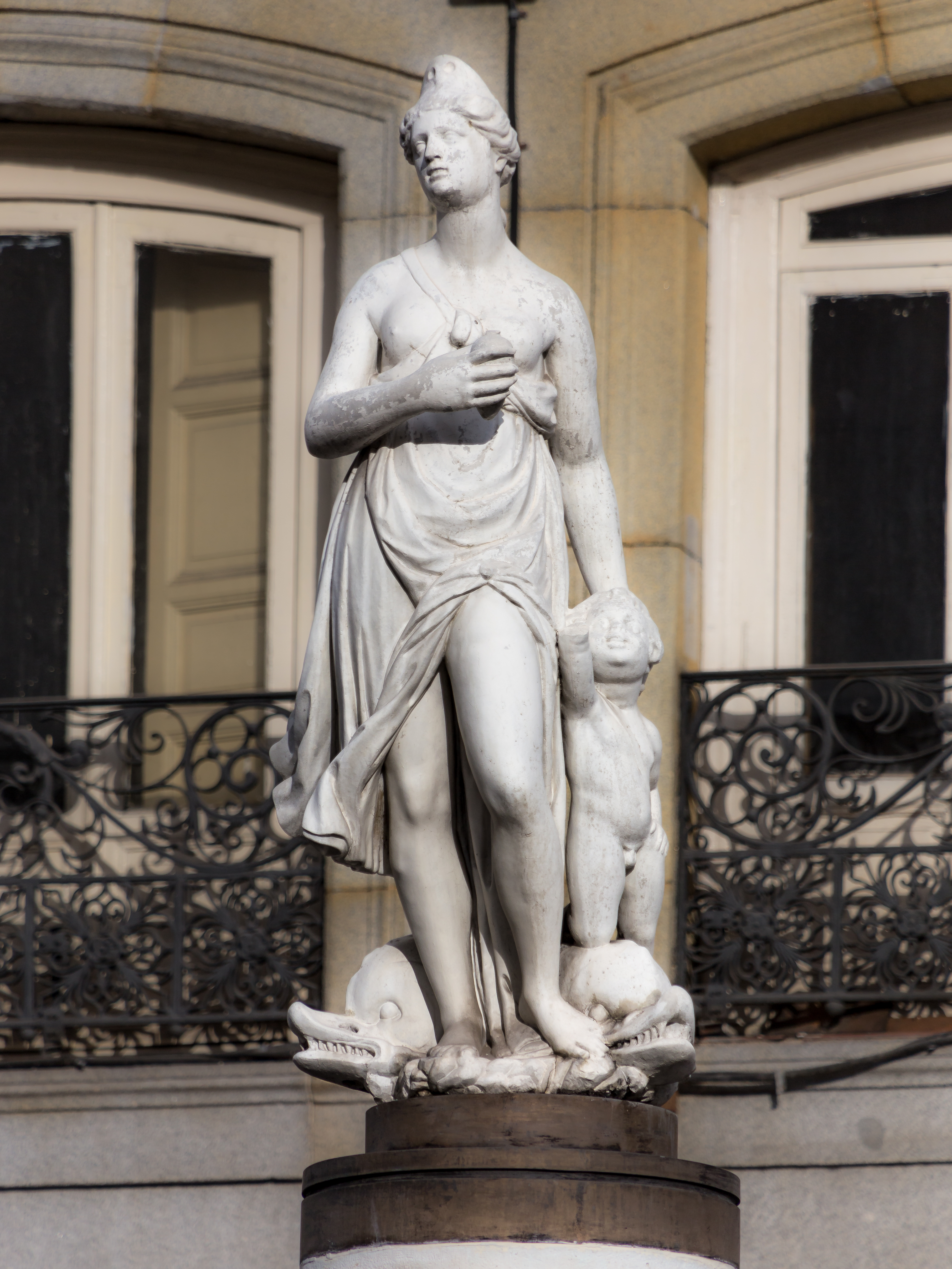
La Mariblanca
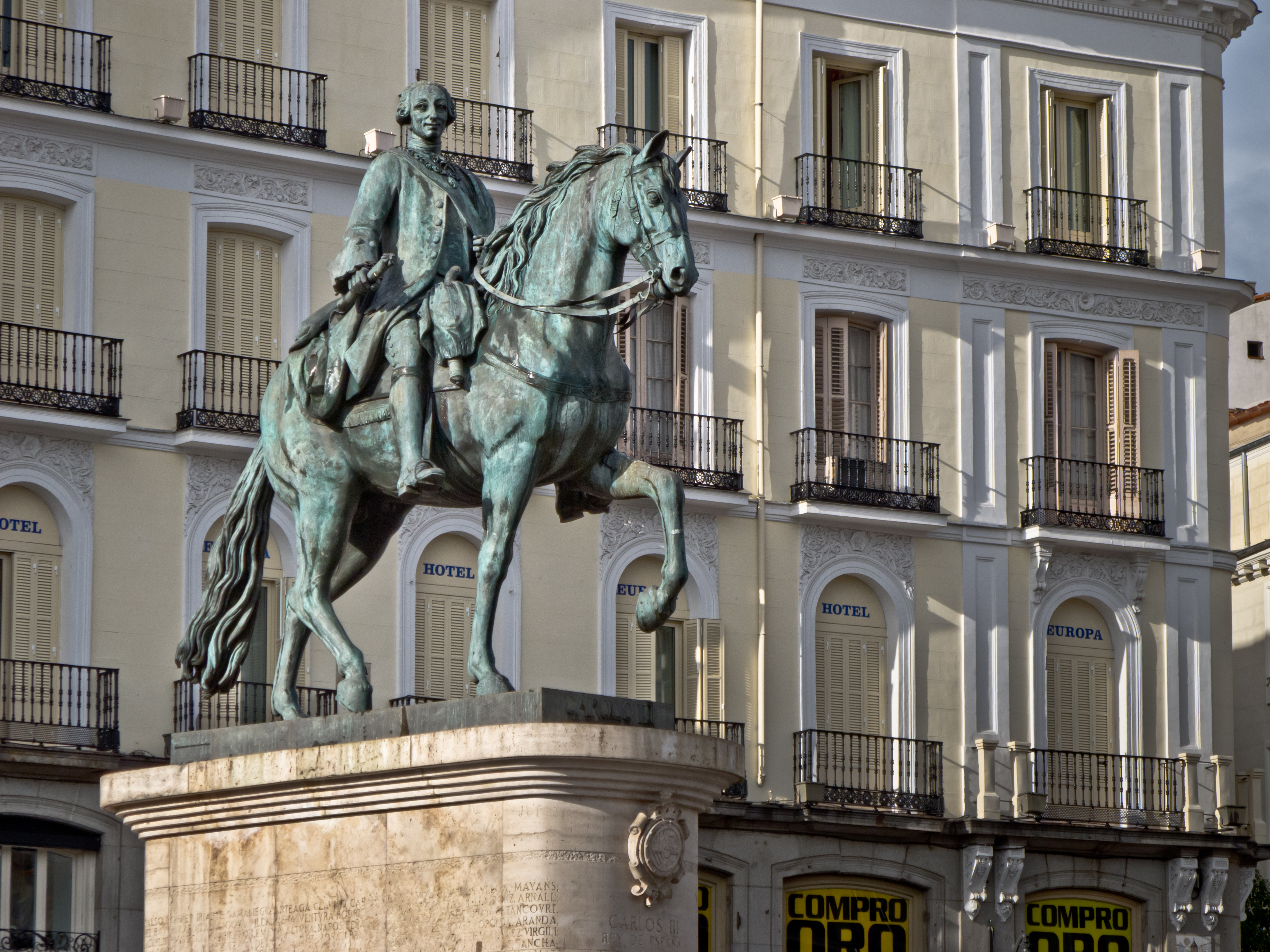
Jezdecká socha Karla III.
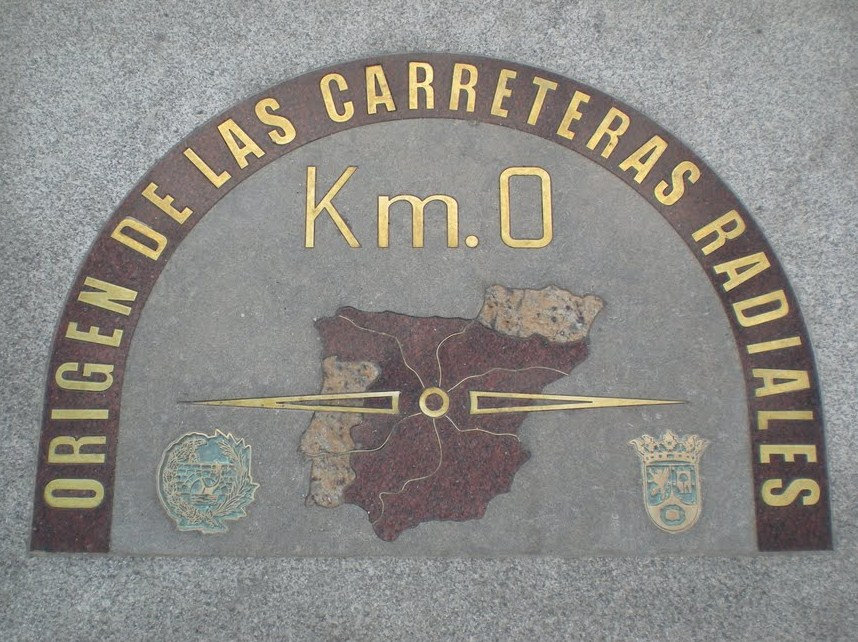
Kilómetro cero